# آتو مالندا
آتو مالندا، که با نام الکس ماویمبی نیز شناخته می‌شود یک هنرمند چندرسانه‌ای و فعال در هنرهای اجرایی است.

## اوایل زندگی
آتو مالندا در سال ۱۹۸۱ در کنیا متولد شد. مادر او کنیایی و پدرش از اوگاندا بود. او در هلند بزرگ شد اما در دوره نوجوانی به کنیا بازگشت. بعد از دبیرستان، به ایالات متحده رفت و در دانشگاه تگزاس تاریخ هنر و زیست‌شناسی مولکولی خواند. دوران کودکی سختی داشت؛ چرا که نتوانست خواسته‌های پدرش برای دکتر شدن را برآورده کند و در عین حال با فشارهای اجتماعی از دگرجنس‌گرایی در جامعه خود دست و پنجه نرم می‌کرد.
در سال ۲۰۰۶، بعد از مدتی اقامت در لندن، علاقه‌اش به هنر دوباره زنده شد.
آتو قبلاً با نام الکس ماویمبی شناخته می‌شد، اما به مرور این نام یادآور پدر و خانواده سخت‌گیرش شد. پس از مرگ مادرزن همسرش، تصمیم گرفت از این نام استفاده نکند. او توضیح می‌دهد که «الکس» همچنان نام زیبایی است و «ماویمبی» در زبان سواحلی به معنای امواج است، اشاره‌ای به اقیانوس هند که کنیا را احاطه کرده است.
او سپس به کنیا بازگشت و به فعالیت در هنرهای مختلف از جمله ویدئو، هنر اجرایی، نصب، طراحی و نقاشی پرداخت. همچنین به عنوان یک کیوریتور آزاد فعالیت می‌کند. آتو یکی از معدود هنرمندان اجرایی در شرق آفریقا است و تلاش می‌کند این رشته هنری نسبتاً ناشناخته را بیشتر بپذیرند. بسیاری از اجراهای او به آثار ویدئویی تبدیل می‌شوند که لایه‌ها و دیدگاه‌های جدیدی به اجراهای اصلی اضافه می‌کنند.

## حرفه
او تاریخ هنر و زیست‌شناسی مولکولی را در دانشگاه تگزاس خواند، با امید به اینکه پزشک شود. او مدرک کارشناسی ارشد هنرهای زیبا را از مؤسسه ترانس‌آرت در نیویورک دریافت کرد. آثار او به بررسی جنبه‌های هویت و اصالت آفریقایی می‌پردازد و از روش‌هایی همچون هنر اجرایی، موسیقی، طراحی، نقاشی، نصب، سرامیک و ویدئو استفاده می‌کند. او بر جنسیت و تمایلات جنسی زنان، به‌ویژه داستان‌های جوامع LGBTQ تمرکز دارد و در گذشته نیز بر بازنمایی اشیاء آفریقایی در موزه‌های غربی کار کرده‌است.
در سه‌سالانه SUD سال ۲۰۱۰ در دوالا، مالندا اجرایی دربارهٔ اسطوره الهه آب، مامی واتا، در مانگروهای رود ووری دوالا انجام داد.این اجرا با نامما با هم می‌سازیم, هم مشاهده و هم ضبط شد.

در سال ۲۰۱۶، او به عنوان یکی از برندگان جوایز افتتاحیه هنر آفریقا در موزه ملی هنر آفریقا (آمریکا) معرفی شد و همچنین به‌عنوان یک هنرمند نوظهور توسط وال‌استریت ژورنال معرفی شد.
مالندا هم‌اکنون در روتردام مستقر است.

## آثار
آتو مالندا در کشورهای مختلفی در آفریقا، اروپا و کارائیب نمایشگاه برگزار کرده است و در کشورهای کامرون، دانمارک و کوراسائو اقامت هنری داشته است. در زیر به برخی از آثار برجسته او اشاره شده است:

### زندان سکس ۲، (۲۰۰۹)
زندان سکس ۲ مجموعه‌ای از آثار است که با یک نقاشی دیواری اجتماعی آغاز شد، سپس به یک اجرای عمومی تبدیل شد و در نهایت به یک تریپتیک ویدئویی تکامل یافت. این نقاشی دیواری در طی ورکشاپ واسانی شهری ۲۰۰۸، که یک کارگاه از بنیاد هنری مثلث در مومباسا، کنیا بود، ایجاد شد. این تصویر، نمایانگر یک لِسو بود؛ پارچه‌ای که از دوختن دستمال‌هایی که تاجران پرتغالی در قرن شانزدهم می‌پوشیدند، به وجود آمد. زنان محلی سواحل کنیا با تاجران مبادله می‌کردند و دستمال‌ها را به پارچه‌هایی دوخته بودند که دور بدنشان بپیچند. این پارچه‌ها به مرور به لسوهایی تبدیل شدند که امروزه در شرق آفریقا شناخته می‌شوند. پیام نقاشی دیواری این بود: «تاریخ خود را بدان، اما مالک فرهنگت باش.» این پیام به تاریخچه ترکیبی نساجی اشاره داشت که بسیاری به اشتباه آن را بومی شرق آفریقا می‌دانستند.
اجرای عمومی زندان سکس ۲ در موزه قلعه عیسی انجام شد و به یاد زنی اختصاص داده شد که در دوران استعمار و زمانی که این موزه به عنوان زندان استفاده می‌شد، برای کسب استقلال از همسرش زندانی شده بود. ویدیوی مرکزی این تریپتیک، داستان این زن را به همراه یک مبارز آزادی‌خواه زن کنیایی به نام مه کتیلی روایت می‌کند. مه کتیلی نیز به دلیل مقاومت در برابر استعمارگران بریتانیایی که قصد داشتند جنگل‌های مقدس خط ساحلی کنیا را از بین ببرند، در این قلعه زندانی شد.

### با هم انجام دهیم، ۲۰۱۰
این ویدئو دربارهٔ مامی واتا، یک روح آب باستانی آفریقایی است که پیش از ورود اروپایی‌ها پرستش می‌شد و در قرن پانزدهم وارد تاریخ مکتوب شد. گفته می‌شود که با دیدن کشتی‌های اروپایی، آفریقایی‌ها ارواح آب را با اروپایی‌ها مرتبط می‌دانستند. در دهه ۱۸۸۰ و در دوران استعمار، یک شکارچی مشهور آلمانی به نام بریت‌وایزر همسری از جنوب شرق آسیا به آلمان آورد. این زن در نمایشگاه‌های انسانی هامبورگ به نام «مالاداماتجاوته» اجرا می‌کرد و مارها را افسون می‌کرد. شرکت لیتوگرافی فرین‌لندر در هامبورگ تصویری از این افسونگر مار طراحی کرد که نسخه اصلی آن هرگز پیدا نشد. با این حال، در سال ۱۹۵۵ این تصویر در هند بازچاپ شد و از غنا به آنجا فرستاده شد. مشخص نیست این تصویر چگونه به غرب آفریقا رسید، اما گمان می‌رود که ملوانان آفریقایی آن را از هامبورگ آورده باشند. مردم محلی این تصویر را شبیه مامی واتا دانستند و از آن زمان به عنوان مامی واتا، افسونگر مار، در سراسر آفریقا شناخته شده‌است.
این اثر به صورت استعاری پیشنهاد می‌دهد که این تصویر از اروپایی‌ها آمده است. این موضوع از طریق اجرای بازار پاپای واتا نشان داده می‌شود. پاپای واتا که همتای مامی واتا در مراسم سنتی بنین است، نماد مرد اروپایی است و در ویدئو با چهره‌ای رنگ‌شده به سفید نشان داده می‌شود.

### سوگواری برای یک مرد زنده (۲۰۱۳)
این ویدئوی دوکاناله دو اجراگر را نشان می‌دهد که بین نقش‌های مختلف—پدر، همسر، زن همجنس‌گرا و کودک—تغییر می‌کنند تا تصویری از یک زندگی خانوادگی ناکارآمد را به تصویر بکشند که با سوءتفاهم، محارم و خیانت آلوده شده‌است.

## تأثیرات هنری
موضوع تکرارشونده در بسیاری از آثار آتو هویت است: هویت زنانه، هویت سیاه‌پوستان، هویت آفریقایی و هویت فرهنگی. او، در میان دیگر موارد، به بررسی «آفریقایی بودن»، کلیشه‌های زنانه، نقش و جایگاه اجتماعی زنان در کنیا، و همچنین تأثیر معماری بر شکل‌گیری هویت پرداخته‌است.
مانند آتو، الکس نیز در حوزه هنر آفریقایی فعالیت می‌کند. به این معنا که هنرمندانی وجود دارند که «اهل آفریقا» هستند. همچنین یک زیرساخت گسترده از نهادهایی وجود دارد که در زمینه «هنر آفریقایی» تخصص دارند. و بیشتر اوقات، هنرمندان آفریقایی مجبورند در این زیرساخت بمانند، زیرا فرصت‌هایی به همراه دارد. اما از نظر معرفت‌شناختی، هنر آفریقایی اصطلاحی است که بسیار نامشخص و غیرتعریف‌شده است. همان‌طور که سال‌ها پیش دانشمند کنگویی-آمریکایی، والنتین-ایو مودیمبه، به‌طور قانع‌کننده‌ای استدلال کرد، ایده فرهنگ آفریقایی یک مفهوم اروپامحور است که تحت تأثیر تفکرات استعمارگرانه شکل گرفته است. این مفهوم در موزه‌هایی که به هنر آفریقایی می‌پردازند ادامه می‌یابد، حتی اگر حضورشان ویژگی‌هایی از کل‌گرایی را نشان دهد – اشیاء نمایانگر فرهنگ یک قاره می‌شوند.